# Невест
Невест је насељено мјесто у Далмацији. Припада општини Унешић у Шибенско-книнској жупанији, Република Хрватска.

## Географија
Невест се налази око 3,5 км југоисточно од Унешића.

## Историја
До територијалне реорганизације у Хрватској насеље се налазило у саставу бивше велике општине Дрниш.

## Становништво
Према попису становништва из 2011. године, насеље Невест је имало 103 становника.
| Демографија | Демографија | Демографија |
| Година      | Становника  | Становника  |
| ----------- | ----------- | ----------- |
| 1961.       | 438         |             |
| 1971.       | 419         |             |
| 1981.       | 281         |             |
| 1991.       | 212         |             |
| 2001.       | 137         |             |
| 2011.       |             | 103         |

## Попис1991.
На попису становништва 1991. године, насељено место Невест је имало 212 становника, следећег националног састава:
| Попис 1991.‍ | Попис 1991.‍ | Попис 1991.‍ | Попис 1991.‍ | Попис 1991.‍ |
| ----------- | ----------- | ----------- | ----------- | ----------- |
|             |             |             |             |             |
| Хрвати      | Хрвати      |             | 210         | 99,05%      |
| Чеси        | Чеси        |             | 1           | 0,47%       |
| непознато   | непознато   |             | 1           | 0,47%       |
| укупно: 212 |             |             |             |             |